# Vaugirard (Seine)
Vaugirard ist eine ehemalige französische Kommune mit zuletzt 26.223 Einwohnern (Stand 1856). Sie war eine von den vier Gemeinden (Belleville, Grenelle und La Villette), die per Gesetz vom 16. Juni 1859 anlässlich der Stadterweiterung über die Thierssche Stadtbefestigung hinaus nach Paris eingemeindet wurden. Sie ist dabei hauptsächlich in das 15. Arrondissement integriert worden, das dann auch diesen Namen angenommen hat.

## Geschichte
Im 13. Jahrhundert wurde das Gebiet um Vaugirard von Mönchen bewirtschaftet, denen sich etwa 300 Siedler anschlossen. Zur Erinnerung an den Abbé Gérard de Moret, Prior der Abtei Saint-Germain-des-Prés unter Ludwig IX., wurde der Ort, der bis dahin den Namen „Valboistron“ oder „Vauboitron“ trug, zu „Val Gérard“ und schließlich zu „Vaugirard“.
Nachdem die Einwohner sich beschwerten, dass der Weg zu ihrer Pfarrkirche in Issy zu weit sei, erhielten sie 1341 die Genehmigung, in ihrem Ort eine Kapelle zu bauen. Die erste Kirche, die der Mutter Maria gewidmet wurde, wurde am 23. Februar 1342 errichtet. 1846 wurde vom Gemeinderat der Bau einer zweiten beschlossen, in der am 28. Mai 1853 die erste Messe stattfand. Die alte Kirche wurde abgerissen.
Die ehemalige Hauptstraße des Dorfes Vaugirard gab ihren Namen der längsten Straße (4.360 m) von Paris: Die Rue de Vaugirard verläuft vom Boulevard Saint-Michel bis zum Place de la Porte de Versailles.
Bis zur Restauration war Vaugirard ein Dorf mit Bauernhöfen, Feldwirtschaft, Gärtnereien um das Dorf herum und, in Richtung Paris, Weinbergen an den Hängen südlich der Grande Rue.
Zu Vaugirard gehörten auch einige Sandgruben und Ziegelbrennereien (Vaugirard-Ziegel) in der Ebene, und südöstlich des Dorfes gab es Kalksteinbrüche, aber auch Mühlen, Gasthäuser und Poststationen. Um 1777 zog eine Fabrik für chemische Produkte in die Javel-Mühle am Ufer der Seine, wo neben einer Taverne eine Fähre nach Auteuil führte.
Das Dorf Vaugirard wuchs im 18. Jahrhundert von 700 auf 2.000 Einwohner an. Es gab hier vor allem schöne Wohnhäuser mit Gärten: Landhäuser der Theatiner, der Sulpizianer, der Petits Augustins, das Séminaire des Trente-Trois und das Château des marquis de Feuquières.
In den 1780er Jahren war das Dorf durch die Mauer der Generalpächter (französisch Mur des Fermiers généraux) von Paris getrennt und hatte mehrere Grenzübergänge: Barrière de Vaugirard, Barrière de Sèvres und Barrière de Grenelle. Hierbei handelte es sich um Zollstellen, an denen der Octroi (Stadtzoll) bezahlt werden musste.
Die schon seit dem 6. Jahrhundert bestehende Gemeinde bekam während der Revolution den Namen „Jean-Jacques-Rousseau“.
Im Jahr 1824 erwarben Léonard Violet und Alphonse Letellier, damals Gemeinderäte von Vaugirard, auf dem Gebiet der Gemeinde fast 105 ha Land in der Ebene von Grenelle, um es in Parzellen aufzuteilen. Nicht ohne Hintergedanken nannten sie das Gelände „Beaugrenelle“, tauften es aber dann bescheidener auf den Ursprungsnamen „Grenelle“ (die Parzelle Violet). Diese außergewöhnlich große Parzelle reichte von der Seine und der Rue de la Croix-Nivert bis zu der Mauer der Generalpächter im Norden.
1830 wurde Grenelle von Vaugirard getrennt und eine selbständige Gemeinde. Vaugirard hatte trotz dieser Trennung 1836 immer noch 2.000 Einwohner, mehr als im Jahr 1825, was von einer demografischen Dynamik zeugt (+ 36 %).

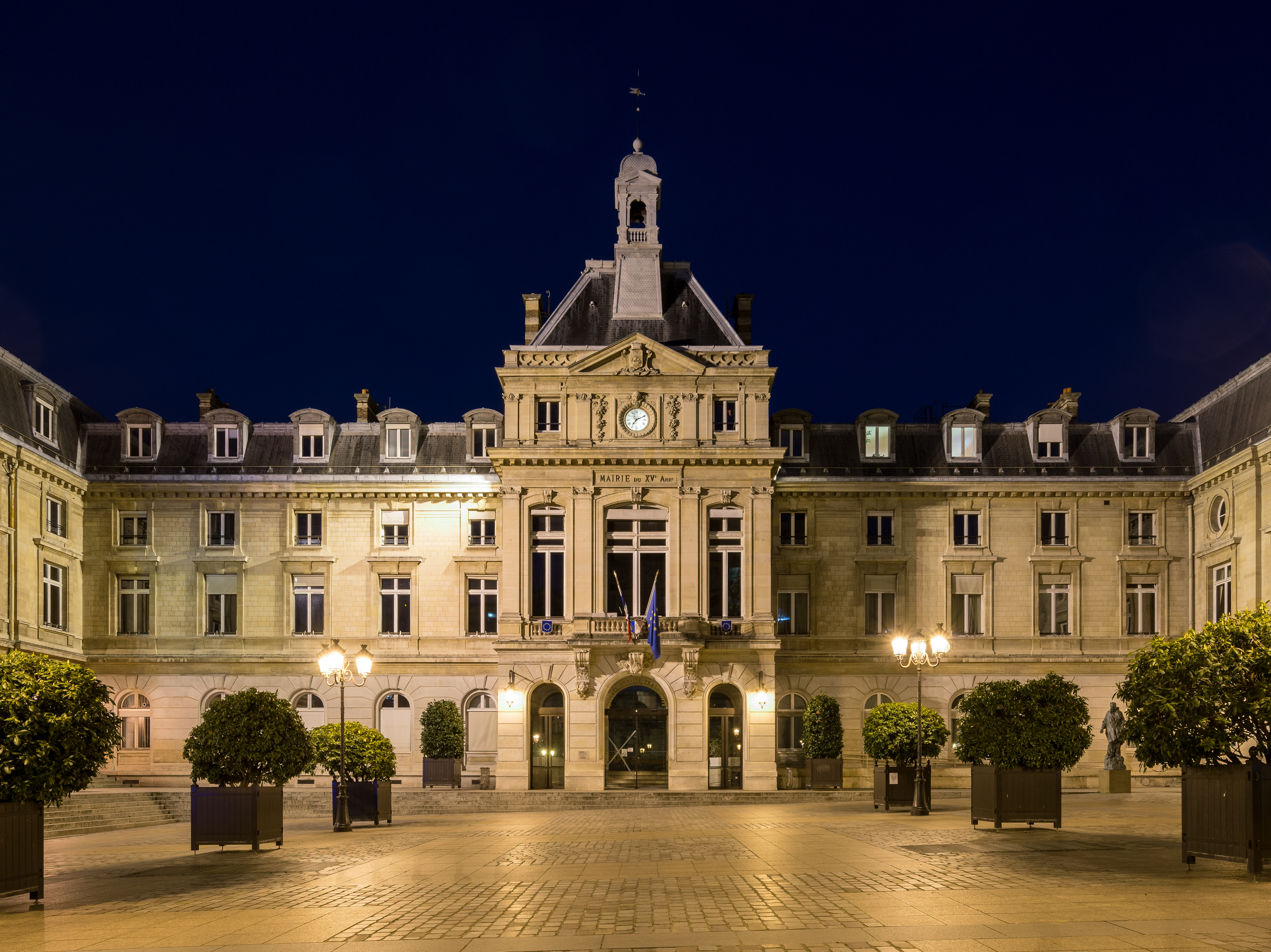
Rathaus des
15. Arrondissement

Im Jahr 1860 war es eine der vier vollständig von Paris annektierten Gemeinden (die anderen drei sind Belleville, Grenelle und La Villette) und wurde zum größten Teil dem 15. Arrondissement der Hauptstadt zugeteilt.
Der Weiler Plaisance zwischen der Bahnstrecke Paris–Versailles-Rive-Gauche und der Rue de Vanves, der Ende der 1830er annektiert wurde und damit zur ehemaligen Gemeinde gehörte, wurde dem 14. Arrondissement angegliedert. Der andere Teil dieses Bezirks, der zur Gemeinde Montrouge gehörte, wurde gleichzeitig diesem Bezirk angegliedert. Das Rathaus von Vaugirard wurde zur Mairie du 15e arrondissement de Paris.

Grenzen der Gemeinde auf einem Plan von 1859
Aufteilung des Gemeindegebiets im Jahr 1859 zwischen den damaligen Arrondissement

## Bevölkerungsentwicklung
| Jahr      | 1793  | 1800  | 1806  | 1821  | 1831  | 1836  | 1841  | 1846   | 1851   | 1856   |
| --------- | ----- | ----- | ----- | ----- | ----- | ----- | ----- | ------ | ------ | ------ |
| Einwohner | 2.762 | 2.023 | 2.600 | 4.398 | 6.695 | 8.842 | 9.817 | 13.686 | 15.515 | 26.223 |

## Persönlichkeiten aus Vaugirard
- Antoine Pierre Jaubert (1748–1822), Abgeordneter des Département Bouches-du-Rhône von 1802 bis 1808, gest. in Vaugirard.
- Thérèse-Nicole Desmares (1780–1832), Schauspielerin
- Charles Gumery (1827–1871), Bildhauer des akademischen Realismus
- Anatole Le Guillois (1827–1886), Journalist
- Amédée de Vroye (1832–1918), Flötist
- Léon Bonvin (1834–1866), Maler
- Georges Rivière (1855–1943), Maler, Kunstsammler, Kunstkritiker und Chefredakteur des Journals L’Impressionniste